# Herbert Obscherningkat
Herbert Obscherningkat (* 4. August 1911 in Berlin; † 13. August 1991 in Hamburg) war ein deutscher Journalist und Filmproduzent. Er wirkte zudem als Geschäftsführendes Vorstandsmitglied des Bundesverbands Film- nd AV-Produzenten.

## Leben
Obscherningkat war während der Zeit des Nationalsozialismus Sportredakteur beim Angriff und Führer der Sportpresse in den Gauen Pommern und Berlin-Brandenburg. Später war er Pressereferent des Reichsportführers Hans von Tschammer und Osten
Ab 1948 war er als Filmproduzent tätig und wurde 1951 Inhaber der Filmproduktionsgesellschaft Porta-Film in Hamburg, mit der er insbesondere Industriefilme, unter anderem für Krupp, schuf. Daneben war er Geschäftsführendes Vorstandsmitglied des Bundesverbandes Deutscher Film- und AV-Produzenten. Bei der Berlinale 1972 war Obscherningkat Mitglied der internationalen Jury. Er lebte in Wiesbaden.

## Filmografie (Auswahl)
- 1952: Klettermaxe
- 1953: Das Nachtgespenst
- 1955: Wie werde ich Filmstar?

## Ehrungen
- 1976: Verdienstkreuz 1. Klasse der Bundesrepublik Deutschland